# NGC 1525
NGC 1525 je galaksija u zviježđu Eridanu.

## Vanjske poveznice
- SEDS: NGC 1525